# Guilty
Guilty er en amerikansk stumfilm fra 1916 af Henry MacRae.

## Medvirkende
- Harry Carey som Ramon Valentine.
- Edith Johnson som Grace.
- Edwin Wallock som Copeland.
- Mark Fenton.
- Lee Shumway.